# Người Altai

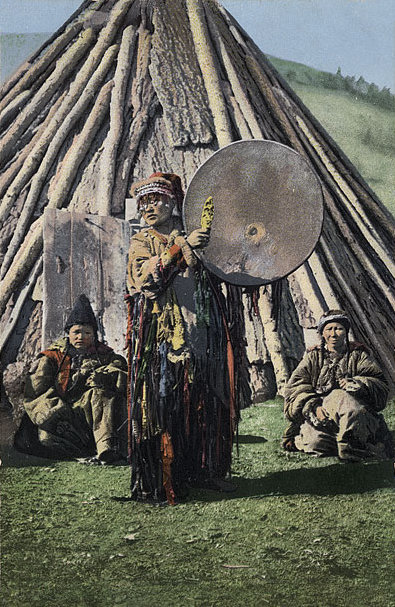
Thầy tế Shaman

Người Altai hay người Altay là một dân tộc thuộc nhóm sắc tộc Turk, cư trú ở Cộng hòa Altai Siberia và vùng Altai, CHLB Nga. Một số người Altai sống ở Mông Cổ và phía bắc Tân Cương, Trung Quốc, nhưng không được chính thức công nhận là một nhóm riêng biệt. Đối với các từ ngữ thay thế, xem thêm Teleut, Tiele, Telengit, Qarai Turk hay Tatar Đen và Oirat.
Người Altai được chia ra hai nhóm dân tộc học:
- Người Altai phương bắc bao gồm Người Tubalar (Tuba-Kizhi), Chelkan và Kumandin.
- Người Altai phương nam bao gồm Altai (Altai-Kizhi), Teleut, Telengit, và bao gồm cả người Telesy đã được đồng hóa vào Telengit.

Người Altai phía bắc nói tiếng Altai Bắc , người Altai phía nam nói tiếng Altai Nam  hay "tiếng Altai đích thực", là các ngôn ngữ thuộc Ngữ hệ Turk và không hoàn toàn thông hiểu nhau.
Người Altai phía bắc và nam hình thành ở khu vực Altai trên cơ sở các bộ lạc Kimek-Kipchak.
Theo một nghiên cứu gần đây (2016), một số người Altai, rất có thể là người Altai miền nam, có thể là hậu duệ của người Yenisei và có liên quan chặt chẽ với các nhóm Paleo-Eskimo.

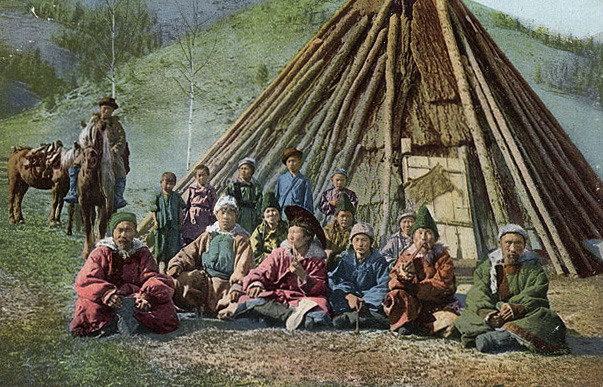
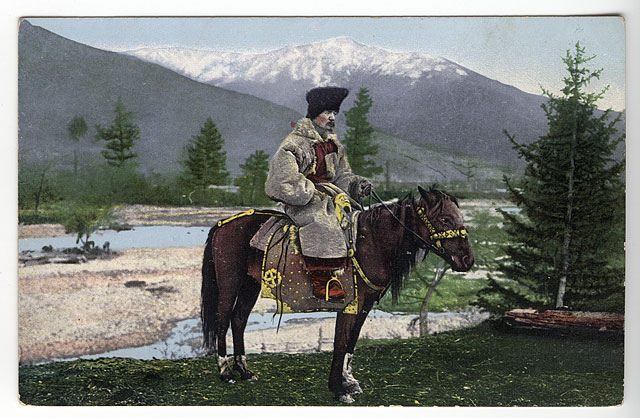
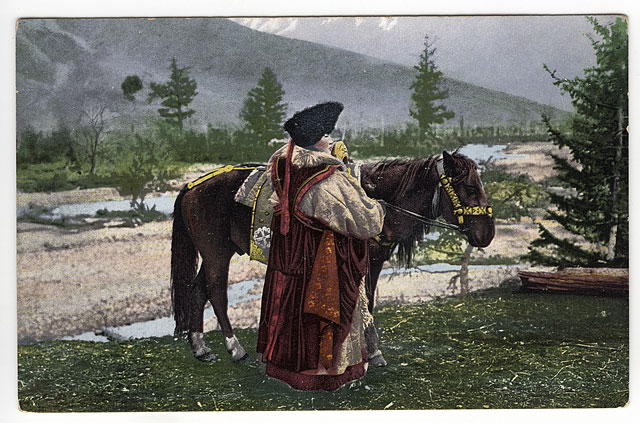
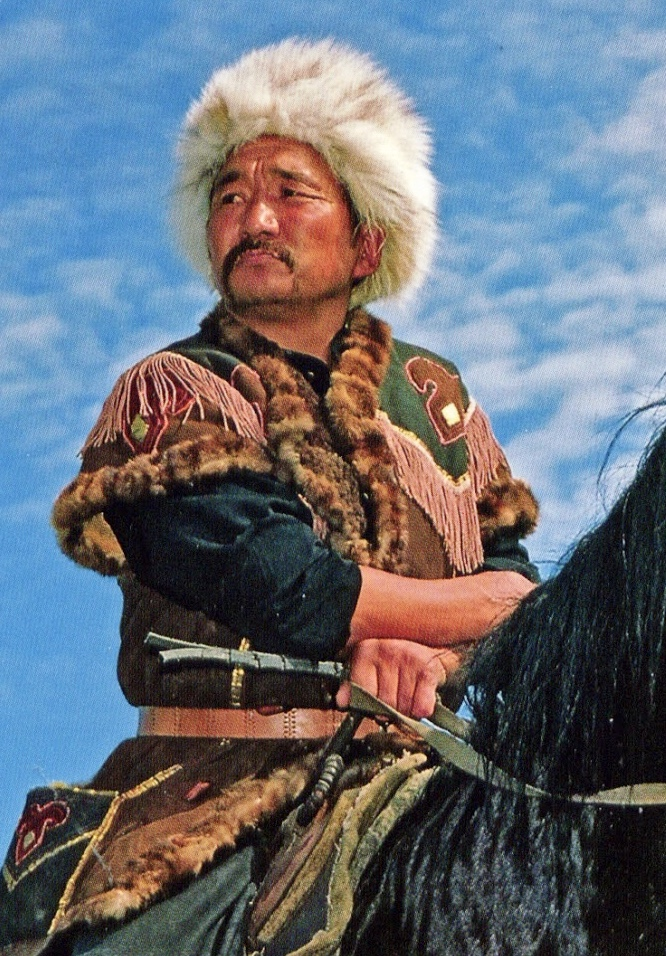
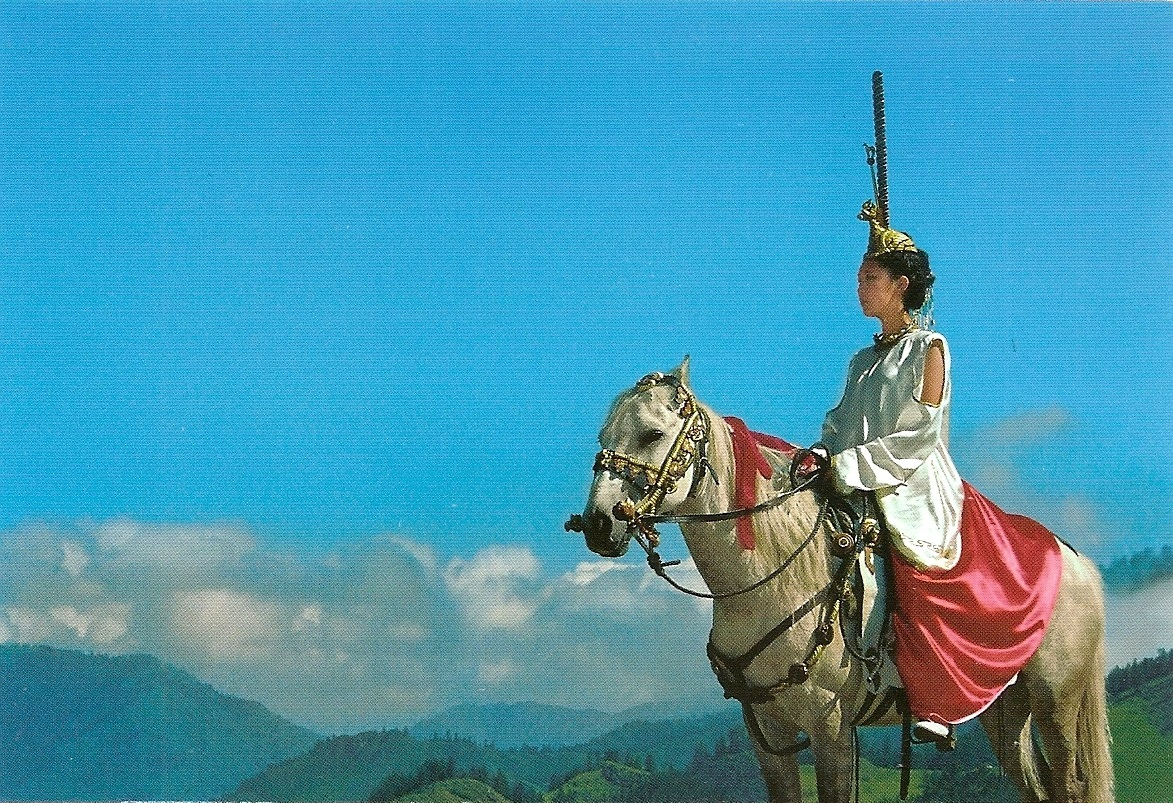